# Gerard Beuselinck
Gerard Beuselinck (Torhout, 28 juni 1921 - Brugge, 1 april 2006) was een Belgisch advocaat,  bestuurder en politicus voor de CVP.

## Levensloop
Beuselinck doorliep zijn humaniora aan het Klein Seminarie Roeselare en studeerde vervolgens rechten aan de Rijksuniversiteit Gent, waar hij in 1945 afstudeerde. 
Vervolgens vestigde hij zich als advocaat in Torhout. Hij werd stafhouder van 1971 tot 1973, waarna hij de balie verliet om tot de magistratuur toe te treden Hij werd vrederechter in Brugge van 1974 tot aan het emeritaat in 1989.
In 1946 nam hij deel aan de eerste naoorlogse de gemeenteraadsverkiezingen in Torhout. Hij werd verkozen op de lijst van de CVP en werd begin 1947 verkozen tot schepen. Hij bleef dit tot hij in 1974 magistraat werd en naar Brugge verhuisde. 
In 1966 werd hij verkozen tot nationaal voorzitter van het Davidsfonds, een functie die hij zou uitoefenen tot 1970. Hieraan voorafgaand was hij ondervoorzitter van de organisatie. In de hoedanigheid van voorzitter volgde hij Arthur Janssen op. Op het einde van zijn voorzitterschap ontstond er een breuk binnen het Davidsfonds tussen enerzijds de voorstanders van de traditionele Vlaams-katholieke strekking van kandidaat-voorzitter Raymond Derine en secretaris-generaal Clem De Ridder en anderzijds de voorstanders van de contestatie onder leiding van Jef Maton. Deze tweede strekking schoof enkele uitgesproken Volksunie-figuren naar voren om plaats te nemen in het bestuur. In de jongerenorganisatie van het Davidsfonds waren het vooral enkele linkse activisten die de heersende orde verstoorden. Het was toch Raymond Derine die Beuselinck opvolgde als voorzitter van de organisatie en zich inzette voor een vernieuwde orde en rust.